# Proteus (luna)
Proteus (grško Πρωτεύς: Proteus) je največji Neptunov notranji naravni satelit in drugi največji med vsemi Neptunovimi sateliti.

## Odkritje in imenovanje
Luno Proteus so odkrili na posnetkih, ki jih je poslal Voyager 2.
Takrat je dobila začasno ime S/1989 N 1. 
Stephen P. Synnott in Bradford A. Smith sta objavila njeno odkritje 7. julija 1989. V opisu odkritja je bilo omenjenih 17 posnetkov v teku 21 dni. To je dalo približni datum odkritja pred 16. julijem.
Ime je dobila 16. septembra 1991

po Proteusu (morski bog, ki spreminja obliko) iz grške mitologije. 

## Lastnosti
Luna Proteus je v Osončju največja luna z obliko, ki ni krogla. Njen premer je večji od 400 km. Kljub temu ni bila odkrita s teleskopi na površini Zemlje, ker je tako blizu Neptuna, da se ne vidi v odbiti svetlobi s planeta.

Luna Proteus ima na površini veliko kraterjev, vendar ne kaže geoloških sprememb. Njena velikost ja takšna, da pri tej gostoti zaradi lastnih privlačnih sil ne more  pridobiti okrogle oblike. Saturnova luna Mimas ima bolj okroglo obliko zaradi manjše gostote, čeprav ima manjšo maso kot Proteus.